# 余家倫
余家倫（英語：Alan Yue Ka Lun，1955年2月2日—），香港男藝人，1974年香港第三期無綫電視藝員訓練班畢業，開始參與電視/電影製作，包括幕前幕後，舞台劇製作與美術指導等不同工作崗位。最為矚目者是與岳華合演由羅啟銳導演、香港電台電視部的《霸王別姬》電視電影版。在2015年，憑短片《角落》奪得「美國荷李活國際電影節」《最佳男配角》獎。近年主要參與拍攝中國大陸的電影/電視劇。

## 背景
余家倫早年於九龍老虎岩樂富邨生活，母親為當時街市的菜檔老闆，曾獲得「平安小姐」的奬項。他曾就讀福德學校，並於1962年畢業。中學時期就讀德仁書院，中學會考畢業後，繼續修讀遠東航空學院的航空機械工程，後來在1974年畢業於無綫電視第三期藝員訓練班，畢業後簽約 HKTVB 無線電視為藝人至1978年，1979年轉戰佳藝電視 (CTV)，並參與新聯電影公司的電影製作。期間也亦有拍攝香港電台電視部及教育電視台的電視製作。1989~1992年重回無線電視 (TVB) 至1994年移居新加坡，成為第一位與新加坡電視機構 (TCS) 簽長期合約的海外藝人。2008年回流香港，繼續從事演藝工作。所拍攝劇集在新加坡、馬來西亞、印尼、泰國及中國內地等地非常流行。在2015年，他憑短片《角落》奪得「美國荷李活國際電影節」《最佳男配角》獎。

## 舞台/娛樂製作
- 2019 香港《622 防毒音樂會 2019》：舞台總監
- 2018 澳門《IFSM 國際時尚超模大賽中國內地及港澳地區總決賽》：大會評審
- 2018 香港《630 防毒音樂會 2018》：舞台總監
- 2018 香港《616 防毒音樂會嘉年華2018》：舞台總監
- 2017 香港《624 防毒音樂會 2017》：節目總監
- 2016 香港《風雷第一GIG慈善演唱會》：舞台總監/節目司儀
- 2016 香港《免費家居小型維修計劃推介會暨防毒音樂會》：舞台總監
- 2016 香港《618 防毒音樂會 2016》：節目總監
- 2016 香港《球壇元老樂聚獅子情》：節目總監/錄像製作監製
- 2015 香港《全城防毒音樂會2015》：節目總監
- 2015 《香港世紀球星》2015 嘉年華：節目總監
- 2014 香港《全城防毒之旅2014》音樂會：節目總監
- 2014 網視 On Air Power 2014巴西世界盃《球星論球星》：節目統籌/節目主持
- 2013 國際時尚超模香港大賽：大會副主席/製作總監/司儀
- 2013 香港《香港好聲音演唱會2013》：舞台總監
- 2013 香港《全城防毒之旅2013》全年12場音樂會：節目總監
- 2013 第25屆全球世界太太大賽香港賽區總決赛：監製
- 2012 第25屆全球世界太太大賽香港賽區初赛：監製
- 2012 香港《未來金曲唱今宵區靄玲演唱會》：節目總監
- 2012 國際時尚超模香港大賽：大會副主席/製作總監
- 2011 香港《黃大仙樂活減碳節能社區開幕典禮》：舞台總監
- 2011 香港《樂活大埔節能社區嘉許禮》：舞台總監
- 2011 同一藍天下《綠色‧生命》慈善文藝匯演：製作總監
- 2009 藝進同學會舞台劇《十三歲的枉死》：製作經理
- 1990 藝進同學會舞台劇《花心大丈夫》 美國/加拿大：錄像製作
- 1989 藝進同學會舞台劇《花心大丈夫》 澳門：製作經理
- 1988 藝進同學會舞台劇《花心大丈夫》 香港：製作經理

## 演出電影
- 2016 梅花諜影 (中國網上大電影) #本片入選 2016美國荷李活國際電影節影節最佳外語片、最佳攝影两项提名、及奪得國際電影影文化交流評審團大獎；
- 2015 憑鮮浪潮電影《角落》奪得 2015美國荷李活國際電影節 "最佳男配角"獎
- 2015 我叫鄒文正 (創+作微電影) #本片入選台灣2016城市遊牧影展、及香港第三屆「微電影「創＋作」支援計劃「最佳微電影製作大獎」金獎
- 2012 角落 (鮮浪潮電影) #本片入圍 2015美國荷李活國際電影節最佳外語片、最佳女主角、最佳男配角獎
- 2011 三月六日 (鮮浪潮電影) #本片入圍49屆台灣金馬獎最佳短片
- 2010 火龍
- 2009 殺人犯
- 2003 源來是愛
- 2001 少女黨
- 1992 詩的成長
- 1990 阿郎的故事
- 1988 特警屠龍
- 1982 情劫
- 1981 誓不兩立

## 演出電視 (中國內地)
- 2015 新人在旅途 (馬玉輝導演) 洪萬貴
- 2015 蜀山戰紀之劍俠傳奇 蜀山战纪之剑侠传奇 (吳奇隆版) 孤鷺居士
- 2014 鹿鼎記 (賴水清版) 天地會玄真道人
- 2013 新天龍八部 (賴水清版) 神醫薛慕華

## 演出電視 (新加坡)
- 1998 甜甜的季节 饰演 许丽雯父亲
- 1998 烏丫傳說
- 1998 刑事235 饰演 朱医生
- 1998 神鵰俠侶
- 1998 德士司機
- 1997 長河 飾演 余東清
- 1997 流氓英雄 饰演 章老板 （电视电影）
- 1997 冲出保险区 饰演 Michael （电视电影）
- 1997 創業興家 飾演 趙懷民
- 1997 高家万岁 饰演 Simon
- 1996 鬼德士 饰演 迈克 （电视电影）
- 1996 新阿郎（一路風塵） 饰演 Peter
- 1996 風雨柴船頭 饰演 刘谦
- 1996 第三类剧场2 之《杀夫之谜》 饰演 李官武
- 1996 城市双雄
- 1996 魂断四面佛 饰演 绘计师 （电视电影）
- 1996 老师日记 饰演 黄金贵
- 1996 愛拼球會贏 饰演 罗大年
- 1995 金枕头 饰演 徐家淇
- 1995 展翅高飞 饰演 李伟
- 1995 女探三人组 之《迷离》 饰演 杨威廉
- 1995 追心一族 饰演 井上幸之助
- 1995 医胆仁心 饰演 江大卫
- 1995 奇缘3 之《注生娘娘》 饰演 铁众生
- 1994 真心男兒 饰演 李兆光
- 1994 愛情訂金 饰演 Paul （电视电影）

## 演出電視 (香港)
- 2022 騰訊視頻、愛奇藝、無綫電視 《女法醫JD》 飾 莫如深
- 2017 美國福斯 FOX 傳媒集團原創華語劇《心冤》

### 無綫電視
- 2018 《多功能老婆》 外判劇集；客串飾 馬德森
- 1994 《廉政行動1994》
- 1992 《玉面飛狐》 飾 卞修哲
- 1991 《血璽金刀》 飾 凌廣田
- 1990 《蜀山奇俠》
- 1990 《我本善良》 飾 宋卓軒
- 1990 《血染黎明》 飾 倉田文雄（電視電影）
- 1990 《末世驚情Ⅱ兩無所得》
- 1989 《俠客行》 飾 慕容白
- 1989 《末世驚情之超越黄線》
- 1989 《末世驚情之帝女情未了》
- 1989 《義不容情》
- 1978 《幻海奇情之花瓶》
- 1978 《大亨》 飾 沙羅拔（Robert）
- 1978 《女人妙到極》（第十集）飾 記者
- 1977 《神鎗殺手蝴蝶夢》
- 1977 《家變》 飾 陳兆強
- 1977 《大報復》 飾 劉德輝
- 1977 《13之弒父》
- 1976 《CID 7 之毒殺》 飾 Robert
- 1976 《CID 3 之失蹤少女》 飾 張榮（大B）
- 1976 《北斗星》 （第1、7集）
- 1976 《大江南北》  飾 方少東
- 1976 《家家有本難唸的經之抱孫情切》 飾 趙國強
- 1976 《無花果》 飾 阿發
- 1975 《青春樂》
- 1975 《民間傳奇之喬太守亂點鴛鴦譜》 飾 衙差
- 1975 《民間傳奇之花田錯》 飾 小販
- 1975 《民間傳奇之金葉菊》 飾 村民
- 1975 《民間傳奇之拜月亭》 飾 賓客
- 1975 《民間傳奇之呂蒙正》
- 1974 《民間傳奇之獅吼記》
- 1974 《民間傳奇之醉打金枝》 飾 隨從

### 佳藝電視
- 1978 《名流情史》
- 1978 《急先鋒》

### 香港電台電視部
- 2018 《火速救兵 4》 導演：黃偉傑
- 2016 《忘憂理髮店之有一種態度叫年輕》
- 1992 《獅子山下之魑魅魍魉》
- 1991 《小說家族之骨骾》
- 1982 《香港香港之霸王別姬》 飾 程蝶衣
- 1981 《香港香港之滄海桑田》

## 外部連結
- 余家倫的Facebook專頁
- 余家倫的新浪微博
- 余家倫的新浪博客
- 余家倫在香港影庫上的簡介
- 余家倫在时光网上的簡介（简体中文）